# 2012 FC71
2012 FC71 är en jordnära asteroid som korsar Jordens omloppsbana. Den upptäcktes den 31 mars 2012 av Mount Lemmon Survey.
Den tillhör asteroidgruppen Aten

## Omloppsbana
Omloppsbanan har en typ av banresonans med Jorden som kallas Kozairesonans [källa behövs]